# 프레셰보 메드베자 부야노바츠 해방군
프레셰보, 메드베자 및 부야노바츠의 해방군(알바니아어: Ushtria Çlirimtare e Preshevës, Medvegjës dhe Bujanocit, UÇPMB)은 유고슬라비아 연방 공화국과의 분리를 위해 싸운 알바니아 무장 단체로 프레셰보, 부야노바츠 및 메드베자의 3개 지방 자치 단체에서 활동을 했다. 코소보에 인접한 남부 세르비아 대부분의 인구는 알바니아인이었고, 해방군이 활동하던 위 3개의 지방 자치 단체 중 2개는 알바니아인이 다수였으나 메드베자에서는 소수였다.
UÇPMB의 유니폼, 절차 및 전술은 당시 새로 해산된 코소보 해방군(KLA)의 유니폼, 절차 및 전술을 반영했다. 약 1,500명의 강력한 이 준군사조직은 1999년부터 2001년까지 프레셰보 계곡에서 반란을 일으켰고, 유고슬라비아에서 이 지방 자치 단체를 분리시켜 코소보 보호령에 합병하는 것을 목표로 했다.
EU는 단체의 이러한 "극단주의"와 "불법 테러 행위" 사용을 비난했다.